# Єсипенко Марина Миколаївна
Марина Миколаївна Єсипенко (нар.. 30 липня 1965 року, Омськ, Російська РФСР) — російська актриса театру і кіно, телеведуча. Народна артистка Росії (2016). Провідна актриса Державного академічного театру імені Євгена Вахтангова (з 1987 року).

## Біографія
Народилася 30 липня 1965 року в Омську. У 1987 році закінчила ВТУ ім. Щукіна. Після закінчення інституту прийнята в трупу Державного академічного театру ім. Вахтангова.
З 2004 року веде спільно з Олегом Мітяєвим щорічну церемонію нагородження в галузі культури «Світле минуле», який проходить в Челябінській області.

### Особисте життя
- Перший чоловік (з 1983 по 1995 роки) — Микита Джигурда, актор, кінорежисер, сценарист, співак
- Другий чоловік — Олег Мітяєв, бард, музикант, актор.
- Дочка — Дарія Єсипенко (нар.. 2000).

## Вистави
- Оля, Кабанчик
- Склянка води
- Принцеса Турандот
- Государ, ти наш, батюшка
- Березневі іди, Клеопатра
- Фіа, Дама без камелій
- Без вини винуваті
- Ліза, Пікова дама
- Лев взимку
- Ніч ігуани
- Король-олень
- Отелло
- Регана, Король Лір
- Голова дракона, Дракон
- Just a Gigolo, Берег жінок (2006)
- Баронеса Штраль, Маскарад
- Принцеса Івонна
- Троїл і Крессида
- Зойчина квартира
- Дядечків сон
- Дама без камелій
- Три віку Казанови
- Мадемуазель Нітуш
- Божевільний день, або одруження Фігаро [Архівовано 24 березня 2019 у Wayback Machine.]
- Дівич-вечір над вічним спокоєм
- Творчий вечір «В Олександрівському саду…»

## Фільмографія
1. 1993 — Помирає душа — Любов Коломійцева
2. 1994 — Без вини винуваті — Таїса Ильинишна Шелавина (в пролозі)
3. 1994 — Курський фанк — Дівчина
4. 1994 — Березневі іди — Клеопатра
5. 1995 — Остання любов Маяковського — Валерія Полонська
6. 1996 — Чарівне крісло — Вона
7. 1998 — Струмки, де хлюпоче форель — Марія
8. 2000 — Дядечків сон — Ганна Миколаївна Антипова
9. 2004 — Дзісай — Клара
10. 2004 — Садиба — Пауліна Алафердова
11. 2005 — Олександрівський сад — Ганна
12. 2005 — Моя прекрасна няня — Амалія
13. 2006 — Великі дівчатка — Віра
14. 2006 — Петя Чудовий — Надія Ліфанова
15. 2006 — Брати по-різному — Тамара
16. 2007 — Три дні в Одесі — Ганна
17. 2007 — Полювання на Берію — Ганна
18. 2008 — Моя улюблена відьма — Маргарита, мама Наді
19. 2009 — Висяки 2 — Тетяна
20. 2009 — Таке життя — Галина
21. 2014 — Селюки — Емма Василівна, дружина Вікентія
22. 2015 — Все тільки починається — Тамара Попова Веніамінівна
23. 2016 — Перлинове весілля — Тетяна Сергіївна Анастасова
24. 2017 — Дружина поліцейського — Наталія Миколаївна Савіна, авдокат
25. 2017 — Жених для дурки — Кет

## Нагороди
- 2004 — Золота ліра
- 2004 — Цвях сезону
- 2009 — Царскосельская мистецька премія
- 2018 — Мистецька премія Петрополь

## Публікації
- Камінська Н.  Марина Єсипенко // Театр імені Євг. Вахтангова / Ред.-укладач Б. М. Поюровський. М.: Центрполиграф, 2001. С. 89—95, фото. («Зірки московської сцени») — ISBN 5-227-01251-2 (рос.)